# Eurystyles borealis
Eurystyles borealis är en orkidéart som beskrevs av Alfonse Henry Heller. Eurystyles borealis ingår i släktet Eurystyles och familjen orkidéer. Inga underarter finns listade i Catalogue of Life.